# 戸丸彰子
戸丸 彰子（とまる あきこ、1972年7月30日 - ）は、日本のフリーアナウンサー、朗読家。過去にはジョイスタッフに所属していた。

## 来歴
群馬県前橋市出身。前橋市立第三中学校、群馬県立前橋女子高等学校を経て、フェリス女学院大学文学部国文学科を卒業後、1995年にテレビ金沢に入社。
2006年3月いっぱいでテレビ金沢を退社。フリーアナウンサーに転向し、以後は関東地方を拠点に活動している。また朗読会「音風の世界」（おんぷのせかい）を主宰し、東京都・石川県金沢市・奈良県などで定期的に朗読会を開催している。
2017年5月に結婚。嫁ぎ先となった金沢で挙式をした後、東京新橋でお披露目会を開いた。

## 人物
趣味はミュージカル鑑賞。特に『オペラ座の怪人』は、高校生のときから通算で30回近くは観ているのではないかという（2011年10月時点）。

## 担当番組

### テレビ金沢
- 2時間ワイドじゃんけんぽん[1]
- いしかわ大百科[1]
- ズームイン!!SUPER[13]
- じゃんけん!!サタデー[13]
- 新金沢小景（ナレーター）[13]
- ラララ白山（ナレーター）[13]
- 文芸のこみち（ナレーター）[14]
- ズームイン!!サタデー[7]
- NNNニュースプラス1[7]
- テレビ金沢ニュースプラス1[7]
- 五木寛之の新金沢百景〜文芸を飾った画家たち〜（ナレーター）[7]

### フリー転向後
特記のないものは、ジョイスタッフ所属時代に同社公式サイトに掲載されたプロフィールからの参考。
- ワイド!スクランブル（テレビ朝日）
- スーパーJチャンネル（テレビ朝日）
- ピックアップなかの（JCN中野）
- サンデースクランブル（テレビ朝日）
- 1230アッと!!ハマランチョ（テレビ神奈川）
- ウィークリーすみだ（J:COM すみだ・台東）
- グッドライフマガジン（群馬テレビ）
- 財部誠一の群馬発!元気情報（群馬テレビ）
- 夏木ゆたかのホッと歌謡曲（ラジオ日本）
- この街のたからもの 〜Treasure of This Town〜（FMヨコハマ）
- Francfranc SCENARIO F （J-WAVE）
- ニュースアナウンサー（J-WAVE）
- 第22回参院選 開票速報！ニコニコ参院選特番2010！（ニコニコ生放送、自民党担当）